# After Yang
After Yang è un film del 2021 scritto, diretto e montato da Kogonada.
Basato sul racconto Saying Goodbye to Yang di Alexander Weinstein, contenuto nella raccolta Children of the New World (2016), è stato presentato nella sezione Un Certain Regard del 74º Festival di Cannes.

## Trama
In un prossimo futuro, una famiglia fa i conti con questioni di amore, connessione e perdita dopo che la loro intelligenza artificiale aiutante si rompe inaspettatamente. Quando il miglior amico di sua figlia, l'androide Yang, si rompe, Jake cerca di ripararlo. Così facendo, scopre parti della sua vita che gli sfuggono. Ciò si trasformerà per lui in un'opportunità per rafforzare il legame con la moglie e la figlia.

## Distribuzione

### Data di uscita
Il film ha avuto la sua prima mondiale al Festival di Cannes l'8 luglio 2021, prima di essere presentato in Nord America il 21 gennaio 2022 al Sundance Film Festival, dove ha vinto il Premio Alfred P. Sloan. È stato distribuito simultaneamente nei cinema e in streaming su Showtime il 4 marzo 2022.
In Italia è stato trasmesso per la prima volta il 29 novembre 2022 su Sky Cinema Due.

### Divieti
Negli Stati Uniti d'America la MPAA ha classificato il film come visione da parte dei bambini consigliata con la presenza di un adulto; più consigliato dagli 11 anni in su per alcuni elementi tematici e per il linguaggio.

### Edizione italiana
La direzione del doppiaggio è di Fabrizio Temperini e i dialoghi italiani sono curati da Emanuela Amato per conto della Studio Emme, che si è occupata anche della sonorizzazione.

## Accoglienza

### Incassi
Il film ha incassato un totale mondiale di 672154 $.

### Critica
Sull'aggregatore di recensioni Rotten Tomatoes il film riceve il 88% delle recensioni professionali positive con un voto medio di 7,6 su 10 basato su 58 recensioni, mentre su Metacritic ha un punteggio di 78 su 100 basato su 44 recensioni.